# 史弥忠墓道石刻
史弥忠墓道石刻位于中国浙江省宁波市鄞州区五乡镇联合村王坟山，南宋墓道，墓道坐北朝南，是一处大型墓道建筑群，现仅存文臣、武将、石马各两件和石羊一件，长51.7米，宽9.5米，依山势而筑，由南而北第次升高，2005年4月公布为鄞州区文物保护单位:426。